# Genista halacsyi
Genista halacsyi är en ärtväxtart som beskrevs av Theodor Heinrich von Heldreich. Genista halacsyi ingår i släktet ginster, och familjen ärtväxter. Inga underarter finns listade i Catalogue of Life.